# Guerre slovaquo-hongroise
La guerre slovaquo-hongroise (en hongrois : kis háború, en slovaque : Malá vojna « petite guerre ») est un court conflit qui s'est déroulé du 23 mars au 4 avril 1939 entre le Royaume de Hongrie et la République slovaque en Slovaquie orientale dans le contexte de l'entre-deux-guerres à la suite de l'arbitrage de Vienne.

## Contexte historique
À l'automne 1938, la Tchécoslovaquie doit céder, face aux menaces militaires hongroises antérieures aux accords de Munich, des territoires frontaliers au Troisième Reich, ainsi que le 2 novembre à la Hongrie.
Le 14-15 mars 1939, sous la pression allemande, la Tchécoslovaquie est rayée de la carte, la Hongrie reconnaît alors l'indépendance de la Slovaquie, mais occupe la Ruthénie tchécoslovaque, disputée à la Slovaquie.
Dans le même temps, la Bohême et la Moravie sont placées sous protectorat allemand. La Ruthénie subcarpathique déclare alors son indépendance, mais celle-ci est immédiatement occupée par la Hongrie.
Le 22 mars 1939, une commission conjointe slovaco-hongroise fixe la frontière commune des deux États. Par ailleurs, les derniers soldats de l'armée tchécoslovaque présents dans la Ruthénie devenue hongroise se retirent en Bohême-Moravie, et la Hongrie considère alors qu'il n'y a plus de forces armées sur le territoire slovaque.

## Déroulement du conflit
Le lendemain, le 23 mars 1939, les troupes hongroises attaquent la Slovaquie sans déclaration de guerre préalable, à partir de la Ruthénie subcarpathique occupée, avec l'ordre d'avancer aussi loin que possible vers l'ouest.
Dans un premier temps, les hostilités se résument à des incursions et à des accrochages aériens, montrant un rapport de force équilibré des belligérants.
Les troupes slovaques, d'abord surprises, lancent une contre-attaque le 24 mars, soutenues par les troupes tchèques encore présentes en Slovaquie. Une grande partie des combats se déroule dans le ciel slovaque. Le bombardement d'une base aérienne de l'armée slovaque à Spišská Nová Ves, faisant 13 tués, renforce encore le sentiment anti-hongrois de la population slovaque. Bien qu'une trêve ait pu être négociée le 24, les combats continuent jusqu'au 31 mars.
En conséquence du traité de protection conclu entre l'Allemagne et la Slovaquie le 23 mars 1939, un entretien a lieu à Žilina entre le Premier ministre slovaque Jozef Tiso et un représentant de l'Allemagne. Tiso souhaite obtenir une assistance militaire en armes et en matériel de la part du Troisième Reich, qui oppose à cette demande une fin de non-recevoir. Les Allemands lui proposent en revanche une intervention directe d'unités de la Wehrmacht mais Tiso rejette cette offre, en affirmant que la Slovaquie ne devait pas être victime d'une possible réaction en chaîne de litiges avec des tierces puissances, représentées par les Alliés.
Le conflit s'achève par la signature d'un traité de paix entre la Hongrie et la Slovaquie le 4 avril à Budapest.

## Pertes

### Territoriales
Les dispositions du traité du 4  avril stipulent que la Slovaquie doit céder à la Hongrie une bande de terre dans l'est du pays autour de Stakčín et de Sobrance, soit 1 697 km2 de territoire, 69 930 habitants et 78 communes.

### Humaines
Dans les deux camps les pertes ont été minimes ; ainsi, les Slovaques ont déploré la mort de 22 soldats auxquels s'ajoutent 36 civils tués lors des opérations, tandis que les pertes du côté hongrois s'élevaient à 8 soldats et 15 civils.

### Sources
- (de) Cet article est partiellement ou en totalité issu de l’article de Wikipédia en allemand intitulé « Slowakisch-Ungarischer Krieg » (voir la liste des auteurs).